# Aase
Aase er et dansk pigenavn, der stammer fra navnet på den nordiske gudinde Asa. Navnet forekommer i hele Skandinavien.
Varianter af navnet omfatter Aasa, Åse og Åsa.

## Kendte personer med navnet
- Aase Clausen, dansk skuespiller
- Aase Hansen (forfatter), dansk forfatter og cand.mag.
- Aase Hansen (skuespiller), dansk skuespiller
- Åse Kleveland, norsk politiker og sanger
- Aase Madsen,  dansk skuespiller
- Aase D. Madsen,  dansk politiker
- Aase Olesen, dansk politiker og tidligere minister
- Aase Werrild, dansk sanger og skuespiller
- Aase Ziegler, dansk sanger og skuespiller

## Navnet anvendt i fiktion
- Åse er navnet på Peer Gynts mor i Henrik Ibsens skuespil.